# Anthurium angustilobum
Anthurium angustilobum Croat, 1986 è una pianta della famiglia delle Aracee, endemica di Panama.